# Marie Tourte-Cherbuliez
Marie-Isaline Tourte-Cherbuliez, geborene Cherbuliez (* 12. April 1793 in Genf; † 19. August 1863 in Plainpalais), war eine Schweizer Schriftstellerin, Übersetzerin und Literaturkritikerin.

## Familie
Marie Cherbuliez war die Tochter des Buchhändlers Abraham Cherbuliez und der Louise-Sara geborene Cornuaud. Mit ihren fünf jüngeren Geschwistern André, Antoine-Elisée, Joël, Caroline und Adrienne Cherbuliez wuchs sie in der politischen, intellektuellen und künstlerischen Elite Genfs auf. 1816 heiratete sie Barthélemy-Isaac Tourte, einen Lehrer am Gymnasium von Genf. Mit ihm hatte sie die Kinder Françoise-Marceline, Françoise-Isaline und Abraham Louis Tourte. Die Familie unterhielt vielfältige Beziehungen zu Künstlern wie Henri-Frédéric Amiel, Charles-Augustin Sainte-Beuve und Gustave Revilliod.

## Wirken
Wie ihre Schwestern, die beispielsweise Heinrich von Kleist und Heinrich Zschokke vom Deutschen ins Französische übersetzten, war auch Marie Tourte-Cherbuliez literarisch aktiv. Dank ihrem Bruder Joël Cherbuliez, Verleger und Redaktor, verfügte sie unter anderem mit den Bulletins littéraires (Teil der Bibliothèque universelle) über ein Medium zur Verbreitung ihrer Schriften. Als Bewunderin von Johann Heinrich Pestalozzi setzte sich Tourte-Cherbuliez insbesondere für Kinder- und Jugendliteratur ein. Die Bulletins littéraires rezensierten Jeremias Gotthelfs Werk, das zum antisozialistischen (gegen Eugène Sue und Victor Hugo gerichteten) und volksaufklärerischen Verlagsprogramm der Cherbuliez passte. Tourte-Cherbuliez übertrug Gotthelfs historischen Kurzroman Der Knabe des Tell (1846) erstmals ins Französische (Le fils de Tell, 1850). Ihre Übersetzung intendierte zugleich eine pädagogische und politisch-patriotische Wirkung, nämlich die Besinnung auf eidgenössische Werte nach der Gründung des Bundesstaats 1848. Aus dem Englischen übersetzte sie Jane Marcet und Anthony Trollope und rezensierte William Thackeray.
Ihre eigenen Werke behandeln Erziehungsfragen sowie häusliche und religiöse Tugenden, wobei junge Mädchen oft die Hauptrolle spielen (Annette Gervais. Scènes de famille, 1835; La fille du pasteur Raumer. Scènes familières, 1848). Dank der positiven Kritiken entstanden rasch deutsche und englische Übersetzungen. Mit Rodolphe Töpffer und Juste Olivier zählt sie zu den wenigen Westschweizer Prosaautoren ihrer Zeit. Tourte-Cherbuliez gehörte nach Isabelle de Montolieu und Germaine de Staël zur letzten Generation Schweizer Schriftstellerinnen, die empfindsame und pädagogische Literatur verfasste. Persönlich stand sie an der Schnittstelle zwischen Genfer Konservatismus und Radikalismus.

## Werke

### Als Autorin
- Journal d’Amélie, ou dix-huit mois de la vie d’une jeune fille. Scènes de famille. 2 Bände. 1834 (deutsch: Amaliens Tagebuch, oder 18 Monate aus dem Leben eines jungen Mädchens. Familiengemälde. 1842).
- Contes et récits pour la jeunesse 1ère série. 1836. (Sechs Erzählungen).
- L’enfant patriote. 1851.

### Als Übersetzerin
- Jane Marcet: La terre et l’eau. Conversations pour de jeunes enfants. 1840, 1852 (aus dem Englischen).
- Henry Wadsworth Longfellow: Un village américain. 1860 (aus dem Amerikanischen).